# Шишкин, Владимир Владимирович
Влади́мир Влади́мирович Ши́шкин (род. 12 января 1964, Горький) — советский и российский легкоатлет, специалист по барьерному бегу. Выступал за сборные СССР, СНГ и России по лёгкой атлетике в 1986—1993 годах, многократный победитель и призёр первенств национального значения, участник двух летних Олимпийских игр. Представлял Нижегородскую область. Мастер спорта СССР международного класса. Тренер по лёгкой атлетике.

## Биография
Владимир Шишкин родился 12 января 1964 года в Горьком.
Начал заниматься лёгкой атлетикой во время учёбы в шестом классе школы, проходил подготовку на стадионе «Локомотив» под руководством тренера Александра Ивановича Шереметьева. Позже тренировался у Виктора Николаевича Мясникова в добровольном спортивном обществе «Динамо».
Впервые заявил о себе на международном уровне в сезоне 1986 года, когда вошёл в состав советской национальной сборной и выступил на Играх доброй воли в Москве, где занял седьмое место в беге на 110 метров с барьерами.
В июне 1988 года на соревнованиях в Ленинграде установил свой личный рекорд в беге на 110 метров с барьерами — 13,21 секунды, тогда как в июле одержал победу на чемпионате СССР в Таллине. Благодаря череде удачных выступлений удостоился права защищать честь страны на летних Олимпийских играх в Сеуле — в финале барьерного бега с результатом 13,51 финишировал четвёртым.
В 1989 году взял бронзу на зимнем чемпионате СССР в Гомеле, дошёл до стадии полуфиналов на чемпионате Европы в помещении в Гааге, выиграл домашний летний чемпионат СССР в Горьком. На Кубке Европы в Гейтсхеде стал вторым в личном зачёте бега на 110 метров с препятствиями, уступив только титулованному британцу Колину Джексону, и тем самым помог своим соотечественникам выиграть бронзовые медали мужского командного зачёта.
На чемпионате СССР 1990 года в Киеве получил серебряную награду, позже на чемпионате Европы в Сплите показал пятый результат.
В 1991 году победил на чемпионате страны в рамках X летней Спартакиады народов СССР в Киеве, занял шестое место на чемпионате мира в Токио.
В 1992 году был лучшим на зимнем чемпионате России в Волгограде, стал серебряным призёром на чемпионате СНГ в Москве. Являлся членом Объединённой команды, собранной из спортсменов бывших советских республик для участия в Олимпийских играх в Барселоне, но на Играх не смог пройти дальше стадии четвертьфиналов.
После барселонской Олимпиады Шишкин остался действующим спортсменом и продолжил выступать на крупнейших международных стартах в составе российской национальной сборной. Так, в 1993 году он стал серебряным призёром на чемпионате России в Москве, отметился выступлением на чемпионате мира в Штутгарте.
В 1995 году добавил в послужной список серебряную награду, полученную на чемпионате России в Москве.
В 1996 году был вторым на чемпионате России в Санкт-Петербурге.
В 1997 году выиграл серебряную медаль на чемпионате России в Туле.
Завершил спортивную карьеру по окончании сезона 1998 года.
За выдающиеся спортивные достижения удостоен почётного звания «Мастер спорта международного класса».
Впоследствии работал тренером по лёгкой атлетике в нижегородском детско-юношеском центре «Олимпиец».